# Torneo de Angers 2024
El Open Angers Arena Loire 2024 fue un torneo de tenis profesional jugado en canchas duras bajo techo. Fue la 4.ª edición del torneo y formó parte de los Torneos WTA 125s en 2024. Se llevó a cabo en Angers, Francia, entre el 2 de diciembre al 8 de diciembre de 2024.

## Cabezas de serie

### Individuales
| Tenista             | Ranking | Preclasificada |
| Clara Burel         | 73      | 1              |
| Nuria Párrizas      | 97      | 2              |
| Alycia Parks        | 106     | 3              |
| Anastasia Zakharova | 109     | 4              |
| Chloé Paquet        | 111     | 5              |
| Océane Dodin        | 113     | 6              |
| Jessika Ponchet     | 124     | 7              |
| Elena-Gabriela Ruse | 128     | 8              |

- Ranking del 25 de noviembre de 2024.

### Dobles
| Tenista                              | Ranking | Preclasificada |
| Monica Niculescu Elena-Gabriela Ruse | 95      | 1              |
| Emily Appleton Maia Lumsden          | 191     | 2              |

## Campeonas

### Individuales femeninos
Alycia Parks venció a  Belinda Bencic por 7–6(4), 3–6, 6–0

### Dobles femenino
Monica Niculescu /  Elena-Gabriela Ruse vencieron a  Belinda Bencic /  Céline Naef por 6–3, 6–4